# Ледина
Ледина (словен. Ledina) — поселення в общині Севниця, Споднєпосавський регіон, Словенія. Висота над рівнем моря: 421,2 м.